# 降矢敬義
降矢敬義（日语：降矢 敬義，1920年10月25日—）是日本政治家。

## 經歷
山形縣山形市出身。畢業東京帝國大學法學部法律學科。進入內務省工作（分配地方局）。
- 1963年，北海道總務部長
- 1964年，自治省大臣官房參事官
- 1966年，自治省選舉局長
- 1968年，自治大學校長
- 1969年4月15日，自治省稅務局長
- 1970年10月，消防廳長官
- 1972年6月，自治事務次官

1977年，參議院議員通常選舉初次當選。